# Chiesa dell'Immacolata Concezione di Maria a Udzial
La chiesa dell'Immacolata Concezione di Maria a Udział (in bielorusso Касцёл Беззаганнага Зачацця Найсвяцейшай Панны Марыі у Удзела?) è la chiesa parrocchiale nella cittadina di Udział, nella parte settentrionale della Bielorussia, nella diocesi di Vitebsk.

## Storia
Il fondatore della prima chiesa (in legno) e del monastero fu nel 1642 voivoda Mścisław Józef Korsak Głębocki insieme con la sua moglie Marianna Szwejkowska. L'anno successivo, con l'approvazione del re Ladislao IV, arrivarono i francescani, che hanno iniziato l’attività pastorale presso la chiesa (la parrocchia fu fondata più tardi, nel 1727.
L'8 novembre 1777 il vescovo Feliks Towiański pose la prima pietra per la costruzione di un nuovo tempio in mattoni. Nel 1791 il vescovo Ignacy Jakub Massalski consacrò la chiesa dedicata all'Immacolata Concezione di Maria. Accanto alla chiesa furono costruiti un monastero e un campanile a due piani. Il complesso della chiesa e del monastero fu circondato da un muro. Quattro lapidi commemorative montate sulle pareti del presbiterio fanno una sorta di "documento in pietra", ricordando la fondazione e gli inizi della chiesa.
Dopo la seconda guerra mondiale le autorità sovietiche decisero di chiudere la chiesa (nel 1948) e la adibirono a un magazzino, mentre negli edifici del monastero collocarono una scuola e appartamenti per gli insegnanti. Nel 1989 grazie al comitato ecclesiastico istituito dai parrocchiani, la chiesa fu restituita ai fedeli cattolici. Nel 2002 accanto alla chiesa parrocchiale è stata inaugurata la statua di san Massimiliano Kolbe.

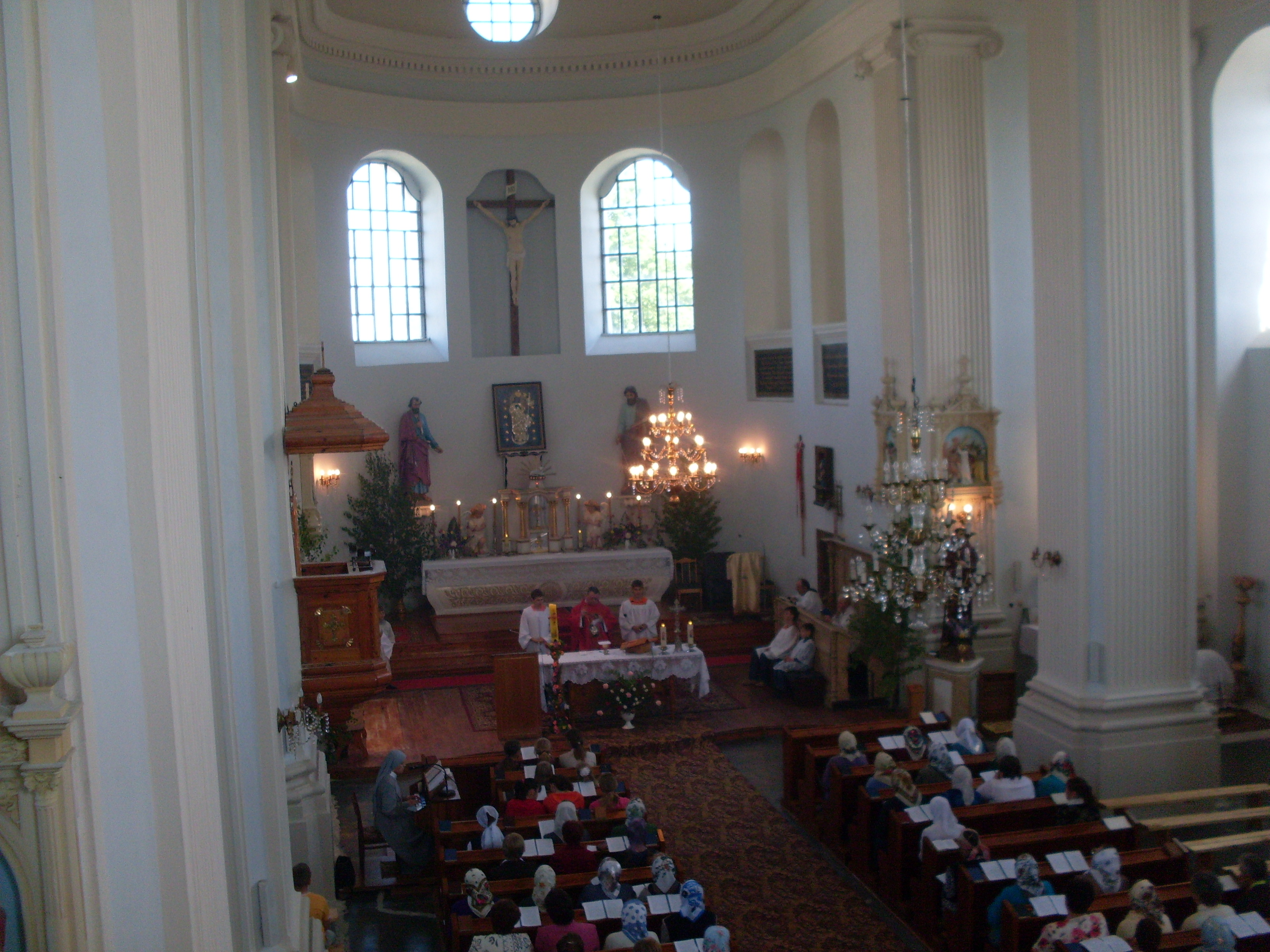
Durante la messa
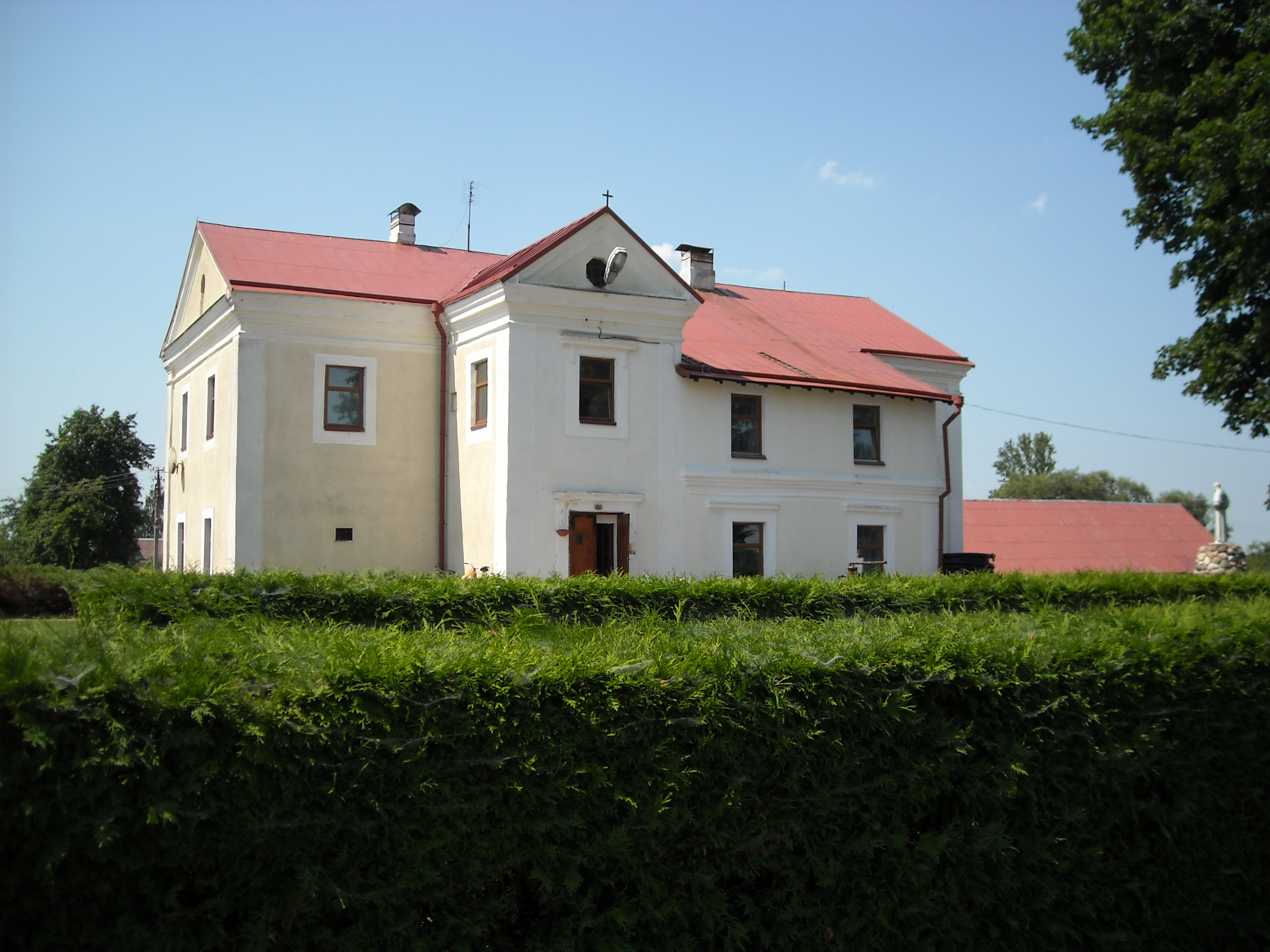
Convento francescano
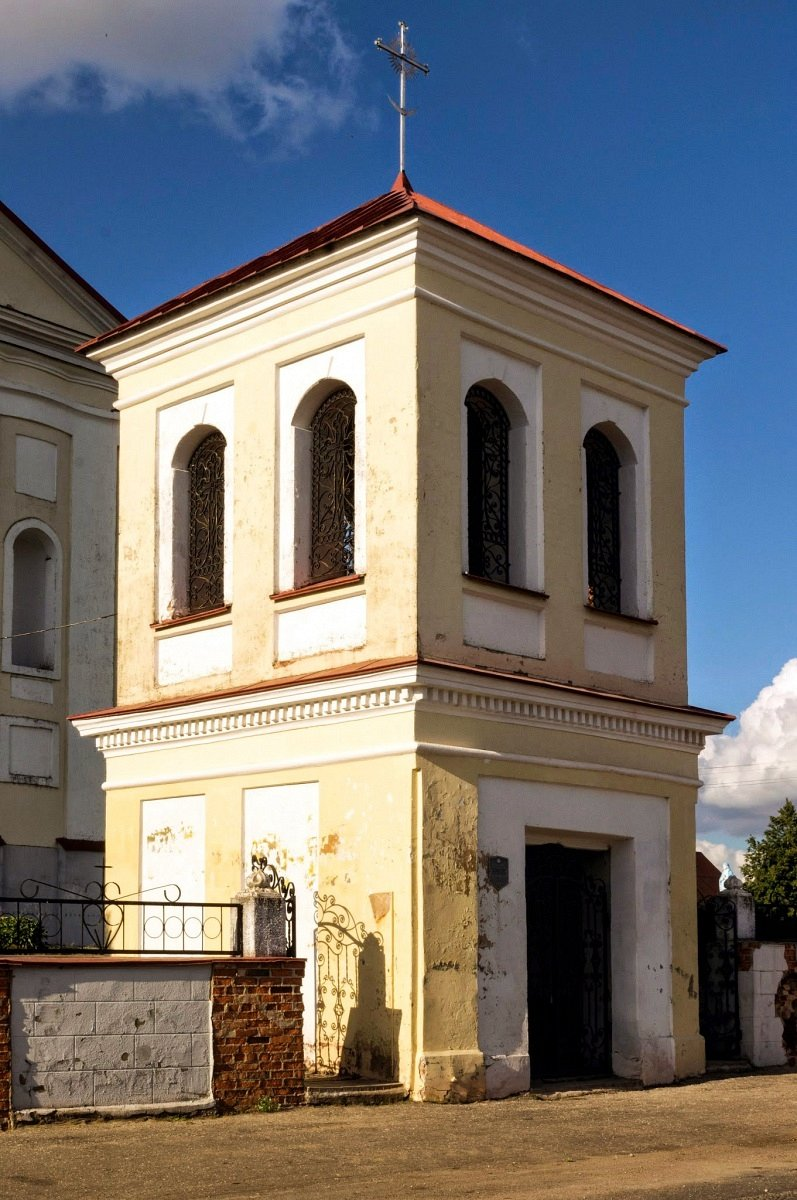
Campanile (2015)